# 38 aC

## Esdeveniments

### Imperi romà
- Appi Claudi Pulcre i Gai Norbà Flac són cònsols.
- 1 de juny - Comença l'Era Hispànica per ordre d'August.
- Es funda la primera biblioteca pública

## Naixements
- Drus el Vell futur fillastre d'August.

## Necrològiques
- Orodes II de Pàrtia.